# Federazione cestistica dello Sri Lanka
La Federazione cestistica dello Sri Lanka è l'ente che controlla e organizza la pallacanestro in Sri Lanka.
La federazione controlla inoltre la nazionale di pallacanestro dello Sri Lanka e ha sede a Colombo.
È affiliata alla FIBA dal 1959 e organizza il campionato di pallacanestro dello Sri Lanka.